# الجبهة الجنوبية (السودان)
الجبهة الجنوبية كانت حزبًا سياسيًا سودانيًا جاء من صفوفه أول رؤساء المجلس التنفيذي الأعلى لمنطقة الحكم الذاتي لجنوب السودان أبيل ألير، أول رئيس للحكومة المستقلة في تلك المنطقة آنذاك في العام 1972.
بين الأعوام 1965 و1969، نشرت الجبهة الجنوبية الرسالة الاخبارية «اليقظة» باللغة الإنجليزية كناطقة بلسان الحركة الجنوبية.